# أويفيند إريكسن
أويفيند إريكسن (بالنرويجية البوكمول: Øyvind Eriksen)‏ هو محامي نرويجي، ولد في 1 يونيو 1964.